# Escola de Veneza

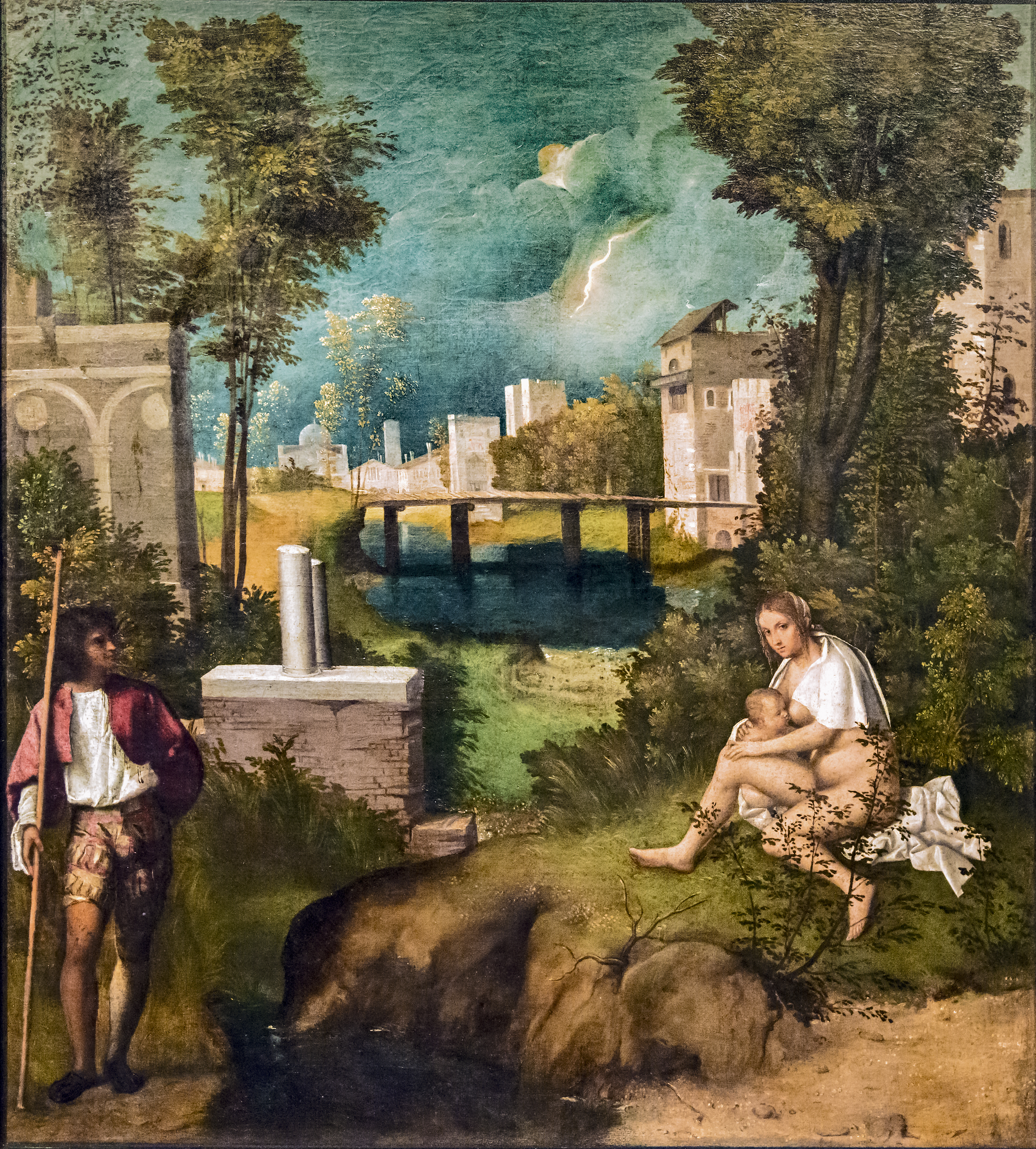
A Tempestade, de Giorgione

A pintura veneziana refletia influência da decoração bizantina e da pintura da Europa setentrional, especialmente na pintura a óleo. O brilho das superfícies e as cores suntuosas eram mais importantes que as formas clássicas.
A pintura a óleo de Giovanni Bellini (1430-1516) - nitidamente influenciada por Antonello da Messina (1430-79) - afetou profundamente os rumos da arte veneziana. Seus retábulos e retratos serenos e contemplativos com o tempo se tornaram cada vez mais saturados de cores e luz, qualidade que ele trouxe também para suas paisagens.
No início do século XVI, Giorgione (1476/8-1510) introduziu na arte veneziana uma nova categoria de pinturas representativas de temas esotéricos - como A Tempestade. Giorgione também foi o pioneiro das pastorais oníricas, em que as figuras e a paisagem integram-se harmoniosamente.
Este gênero também foi adotado por Tiziano (1487/90-1576), considerado o maior dos pintores venezianos. Tiziano estabeleceu um estilo influente de retratos da corte e sua obra sensual e alegórica contém uma riqueza lírica baseada mais nas cores e tonalidades que nos desenhos e traços.
Na pintura veneziana, o Maneirismo é representado pelas composições profundamente dramáticas e nitidamente escorçadas de Jacopo Tintoretto (1518-94), na sua série que decora a sede confraternização da Scuola di San Rocco. Contrastando, há as grandes telas de Veronese (1528-88) representando eventos religiosos, históricos e alegóricos em suntuosos cenários venezianos.

## Lista de artistas
- Giambattista Pittoni
- Paolo Veneziano
- Lorenzo Veneziano
- Guariento
- Gentile da Fabriano
- Jacobello del Fiore
- Michele Giambono
- Antonio Vivarini
- Bartolomeo
- Carlo Crivelli
- Vittore Carpaccio
- Antonello de Messina
- Giorgione
- Vincenzo Catena
- Lorenzo Lotto
- Tiziano
- Tintoretto
- Paolo Veronese
- Sebastiano del Piombo
- Bassano
- Domenico Feti
- Jan Lyss
- Sebastiano Ricci
- Gregorio Zazzarini
- Sebastiano Bombelli
- Vittore Ghislandi
- Rosalba Carriera
- Pietro Rotari
- Gianbattista Piazetta
- Gianbattista Tiepolo
- Bernardo Canaletto
- Antonio Canaletto
- Guardi
- Pietro Longhi
- Giovanni Battista Piranesi
- Domenico Pellegrini
- Vicente Cabianca
- Giacomo Favretto
- Aldo Rossi
- Antonio Rotta